# Nathaniel Phillips
Nathaniel Harry Phillips (Bolton, Inglaterra, Reino Unido, 21 de marzo de 1997) es un futbolista inglés que juega en la posición de defensa para el West Bromwich Albion F. C. de la EFL Championship.

## Trayectoria

### Clubes

#### Bolton Wanderers
Jugó las inferiores del Bolton Wanderers F. C., club de su ciudad natal, desde 2006 cuando tenía 11 años atravesando todas las divisiones menores del club. En 2016 dejó la academia de Bolton y va a Huddersfield Town A. F. C. después de obtener una beca en la Universidad de Carolina del Norte.

#### Liverpool F. C.
Dos días antes de su vuelo a los Estados Unidos, se unió a la academia del Liverpool F. C. En la pretemporada de 2018 Phillips comenzó a entrenar con el primer equipo y se convirtió en miembro del equipo de Jürgen Klopp, pero aún jugó para el equipo de reserva. Celebró la victoria en la final de la Liga de Campeones de la UEFA 2018-19 en Madrid como miembro del equipo no utilizado del Liverpool.
El 27 de diciembre de 2019, Liverpool anunció que Phillips sería retirado de su préstamo el 1 de enero de 2020. Phillips hizo 11 apariciones en todas las competiciones para el club alemán y tuvo que regresar debido a una crisis de lesiones defensivas en su club matriz. Hizo su debut en el primer equipo para Liverpool el 5 de enero de 2020 en un partido de tercera ronda de la FA Cup contra el Everton.

#### Stuttgart
En 2019 fue cedido al club de segunda división alemán VfB Stuttgart en préstamo para la temporada.  Hizo su debut profesional para el Stuttgart en la primera ronda del DFB-Pokal 2019–20, llegando como sustituto del medio tiempo para Holger Badstuber en el partido fuera de casa contra el Hansa Rostock. Phillips hizo su primera aparición en el  2. Bundesliga el 17 de agosto de 2019 contra el FC St. Pauli.
El 13 de enero de 2020 fue nuevamente prestado al VfB Stuttgart hasta el final de la temporada. Acabada la temporada, con el Stuttgart ascendido a la Bundesliga, Phillips regresó a Melwood el 30 de junio de 2020.

## Estadísticas

### Clubes
Actualizado al último partido disputado el 3 de mayo de 2025.
| Club                        | País       | Año       | Partidos | Goles |
| --------------------------- | ---------- | --------- | -------- | ----- |
| Liverpool F. C.             | Inglaterra | 2019-2025 | 29       | 1     |
| VFB Stuttgart (cedido)      | Alemania   | 2019-2020 | 22       | 0     |
| AFC Bournemouth (cedido)    | Inglaterra | 2022      | 18       | 0     |
| Celtic F. C. (cedido)       | Escocia    | 2023-2024 | 8        | 0     |
| Cardiff City F. C. (cedido) | Gales      | 2024      | 18       | 1     |
| Derby County F. C. (cedido) | Inglaterra | 2024-2025 | 33       | 1     |
| West Bromwich Albion F. C.  | Inglaterra | 2025-     |          |       |
| Total                       | Total      | Total     | 128      | 3     |

Fuentes:Transfermarkt.

## Palmarés

### Títulos nacionales
| Título               | Club            | País       | Año  |
| -------------------- | --------------- | ---------- | ---- |
| Premier League       | Liverpool F. C. | Inglaterra | 2020 |
| Copa de la Liga      | Liverpool F. C. | Inglaterra | 2022 |
| Scottish Premiership | Celtic F. C.    | Escocia    | 2024 |